# 荷兰托儿津贴事件
荷兰托儿津贴事件（荷兰语：Toeslagenaffaire）是指从2013年到2019年，荷兰约2.6万名父母被荷兰政府指控為使用欺騙手段獲取育儿补贴，荷兰當局還要求家長歸還高額育儿补贴。特別是有双重国籍的家庭，更是受到額外調查，荷蘭當局此舉被指歧視少數族裔，違反法治的基本原則，而数千受指控家庭因須歸還高額育兒補貼而陷入困境。2018年9月，事件真相被公开，荷蘭當局為錯誤指控，家長並未欺詐育儿补贴。荷兰政府承诺向每个受影响的家庭赔偿3万欧元。
2020年12月，荷兰国会确认荷蘭税务机构在此事件上存在行政过失。
2021年1月17日，公訴機關宣稱不對相關公務人員進行刑事起訴。公訴機關認為，推行錯誤政策的稅務和海關部門涉事人員不是出於個人私利，對家庭造成的傷害是政治和行政方面的疏失，而問責亦限於政治和行政領域。
2019年，荷蘭财政部国务秘书Menno Snel因該事件而辞职。2021年1月15日，荷蘭首相馬克·呂特的内阁因托儿津贴事件持續發酵而全部辞职。這是他任內第三次總辭。

## 另見
- 母嬰之家醜聞，爱尔兰丑闻